# Dokumentumpusztulások Magyarországon
Az alábbi szócikk a Magyarország területéről ismert dokumentumpusztulásokat mutatja be. A szócikkben szerepelnek kiadatlan kéziratos művek, régi könyvtári anyagok, alkalmi dokumentumok, ügyiratok. A múzeumi iratokról bővebben az Elpusztult magyarországi múzeumi gyűjtemények szócikkben lehet olvasni.

## 16. századelőtt
A korai források szűkössége miatt kevés dokumentumpusztulás ismert ebből az időből. Ezek egyike a székely–magyar rovásírásos emlékek (feliratok, imakönyvek) tervszerű pusztítása, amelyekre I. István magyar király már a 11. század elején parancsot adott.
Más példa az Egri székeskáptalan iratai, amelyek a tatárjárás során (1241) égtek el.

## 16. század
A török megszállás idején több Corvinát az Oszmán Birodalom területére vittek, egy részük azóta elveszett.
A reformációval rokonszenvező, lengyel származású Hoffhalter Rudolf nyomdász 1574-ben a katolikus papság klérus üldözése elől Drávavásárhelyre, Zrínyi György birtokára menekült, ahol horvát nyelvű protestáns vallási könyvek nyomtatásával foglalkozott. Később azonban a katolikus papok innen is elűzték, nyomdáját szétverték, kiadványait elégették.

## 17. század

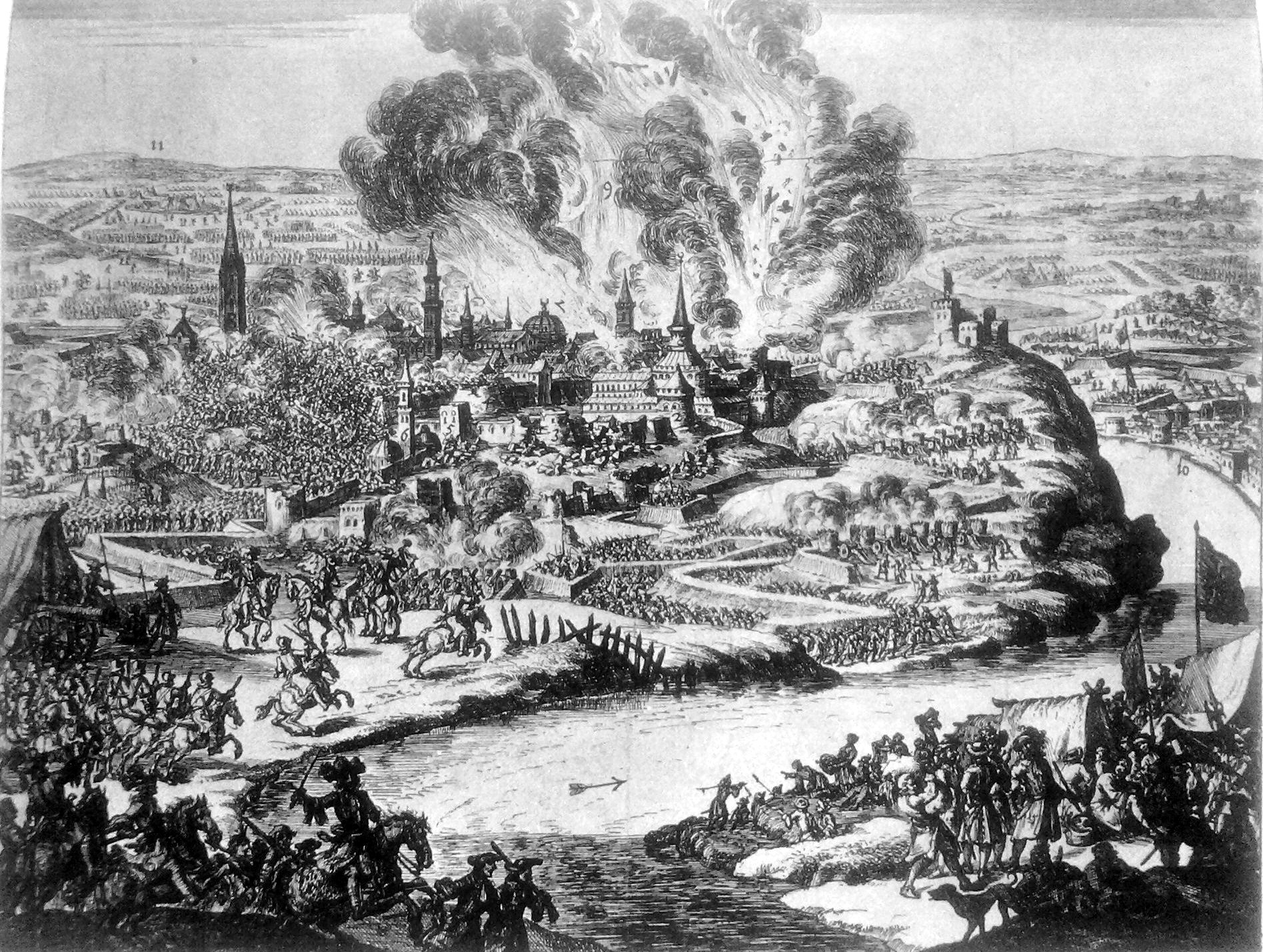
Buda visszafoglalása idején pusztult el a régi budai könyvtár. Az illusztráció a vár török lőporkészletének felrobbanását mutatja

Pázmány Péter (1570–1637) esztergomi érsek korának híres egyházi írója volt. Halála után nagyszombati könyvtára a ferences szerzetesék lett, akik 46 éven keresztül őrizték is azt. 1683-ban azonban a protestáns Thököly Imre felkelés idején a várost megszálló katonák vigyázatlansága miatt tűz ütött ki a városban, és a könyvtár elégett.
Ebben az időben pusztult el a régi budai könyvtár is. Az 1686-os ostrom idején a könyvtár, amelyet 50.000 kötetre becsültek, nagyrészt elpusztult. 
Luigi Ferdinando Marsigli hadmérnök érdeme azonban, hogy az ostrom után a romok közül mintegy 800 művet ki tudott menteni, amelyekből 300 később Bécsbe került.

## 18. század
Számos protestáns egyházi mű is elpusztult. Ide tartozik: Pilarik István (1615–1693) evangélikus lelkész kéziratos fordításai, Zoványi P. György (1656–1758) tiszántúli református püspöke kéziratos könyvei (elégtek). Elvesztek Hermányi Dienes József (1699–1763) református lelkész kéziratai is.
Sajátos eset volt a veszprémi püspökségi és káptalani javakat igazoló oklevelek pusztulása. Ezeket 1718-ban kifejezetten másolásra vitte győri házába Volkra Ottó János veszprémi püspök. Az iratok a másolás idején tüzet kaptak és elpusztultak. 1792-ben tűzvészben égtek el Békásmegyer régi iratai.

## 19. század
1810-ben a Tállyát érintő tűzvész során az egyházközség iratai elpusztultak. Ennek jelentősége annak fényében látszik, hogy Kossuth Lajos (1802–1894) születési anyakönyve is ezek között volt. Ugyanebben az évben leégett Virág Benedek (1754–1830) költő tabáni háza, melynek számos könyve, kézirata elpusztult, beleértve a Magyar századok példányait is. 1811-ben tűzvész pusztította el biai (ma: Biatorbágy) református egyházközség iratait.
Az 1848–1849-es szabadságharc idején pusztultak el többek között körösbányai plébánia iratai, a komáromi egyházmegyei könyvtár iratai egyéb magániratokkal, Zeyk Miklós iratai, és a régi temesvári irgalmasrendi gyógyszertár iratai is.
Nem Magyarországon történt ugyan, de magyar vonatkozú a nagy Afrika-kutató, Magyar László (1818–1864) értékes naplójegyzeteinek története. Ezeket két ládában Benguelaban (Angola) őrizték, ahol tűzvész áldozatai lettek.

## 20. század

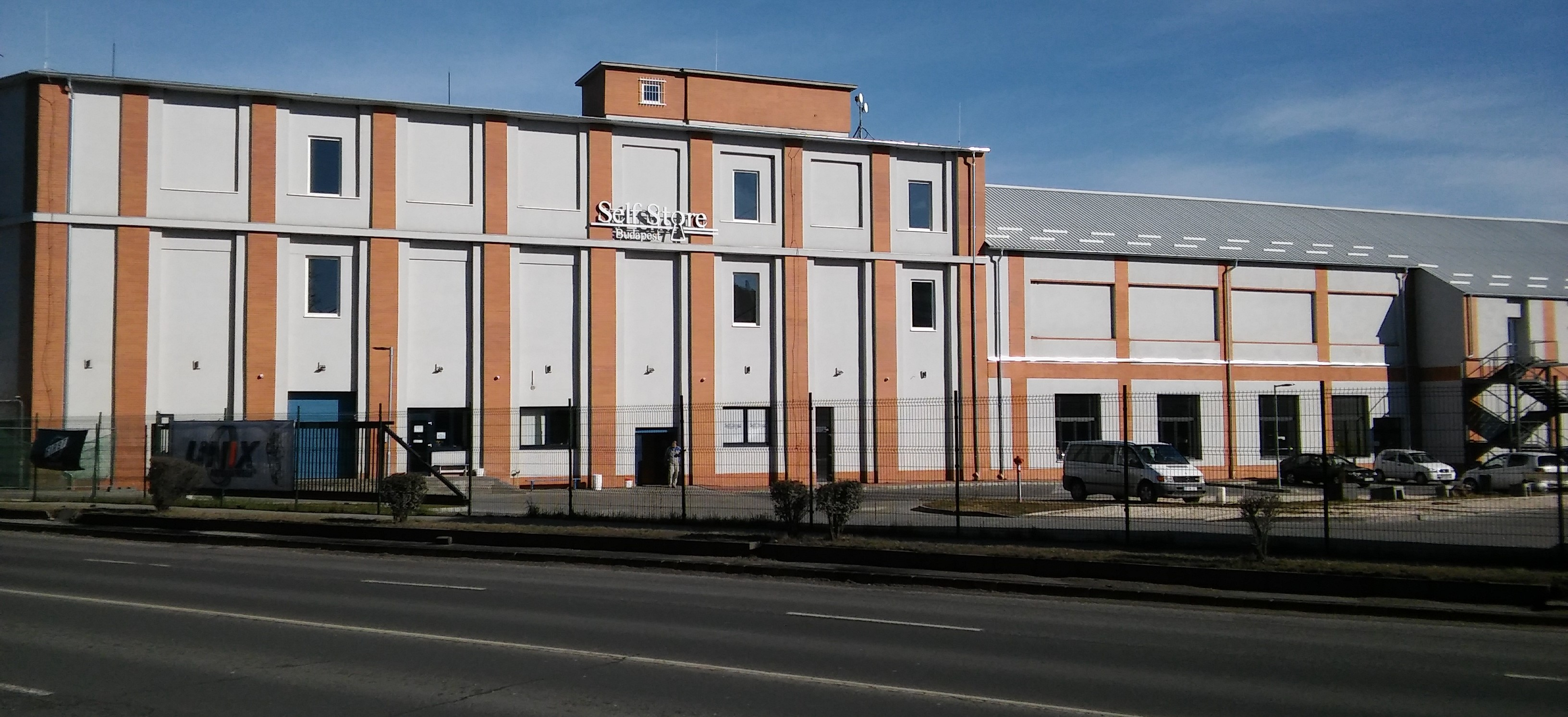
Az Újpesti Papírgyár (Hungária Papírgyár), ahol 1989-ben bizonyítottan semmisítettek meg állami iratokat

A második világháború idején számtalan irat pusztult el. Néhány együttes ezek közül: Pivány Jenő könyvtára (az angol nyelvű hungaricák legnagyobb magyarországi gyűjteménye), Magyar Nemzeti Levéltár iratainak jelentős (3100 iratfolyóméternyi) része, Hopp Ferenc műgyűjtő fotógyűjteménye, Arany János Vojnovich-villában (Gellért-hegy) őrzött iratai.
1945 után a holokauszt miatt néptelenné vált vidéki zsidóság hitközségek iratai is nagyobb részben elpusztultak. (A megmaradt, és nagy nehezen összegyűjtött iratokból képezik az 1972-ben megnyitott Magyar Zsidó Levéltár anyagainak egy fő alapját.)
A világháborúhoz hasonló pusztulást régi iratok tekintetében okozott az 1956-os forradalom. Ennek idején égtek el nagy számban az Országos Levéltárban egyetemi iratok, az 1526 és 1869 közötti magyar és erdélyi bírósági iratok, a Vallás- és Közoktatásügyi Minisztériumnak egész 1867 és 1916 közötti levéltári anyaga, a Magyar Nemzeti Múzeum céhes iratgyűjteménye, a Magyar Vöröskereszt irattára,
A fentiektől függetlenül sok komplett könyvet is megsemmisítettek ezekben az időkben, például:
- 1944-ben, a holokauszt idején Kolosváry-Borcsa Mihály vezetésével a magyarországi zsidósághoz kötődő műveket pusztítottak el;[32]
- 1945/1946-ban, amikor kiadták a Betiltott könyvek jegyzékét („meg kell semmisíteni a könyvnyomdák, könyvkiadóvállalatok, könyvkereskedők, köz- és kölcsönkönyvtárak, iskolai könyvtárak, valamint magánszemélyek birtokában levő minden fasiszta szellemű szovjetellenes és antidemokratikus sajtóterméket [könyv, folyóirat, napilap, hirdetmény, röplap, képes ábrázolat, stb.], tekintet nélkül arra, hogy az magyar vagy más nyelven jelent meg”);[33]
- 1952/1953-ban, a magyar magán könyvkereskedelem teljes felszámolása idején, amikor könyvkereskedők és antikváriusok állományának jelentős részét (kb. 28.000-30.000 mű) teherkocsikkal zúzdába szállították (Elavult könyvek jegyzéke).[32][33]

Nem találhatók meg levéltári anyagok között Gál Mihály filmtörténész kutatásai szerint a szocializmus kori Filmátvételi Bizottság jegyzőkönyveinek egy része.
A rendszerváltás idején, 1990 körül elsősorban a Magyar Szocialista Munkáspárt iratainak és állambiztonsági iratoknak megsemmisítése ismert, bár az újabb kutatások szerint ez nem volt annyira kiterjedt, mint azt korábban gondolták. Érdekesség, hogy egy korabeli magánfilmes is megörökítette az eseményt 1989. novemberében az Újpesti Papírgyárban.
A fenteikkel ellentétben saját maga okozta írásai egy részének pusztulását Osvát Ernő. Az író-szerkesztő, amikor 1929-ben elajándékozta a könyvtárát, úgy döntött, saját műveiből csak a Nyugat folyóirathoz kötődőknek biztosítja a fennmaradást. A többi el lett égetve.

## 21. század
Az utóbbi időben (2016) az UVATERV vállalat mintegy 100.000 tételt tartalmazó – ráadásul éppen digitalizálás előtt álló – fényképgyűjteményének pusztulása keltett nagyobb figyelmet. Az együttes az 1949 utáni magyarországi állami építkezések komoly gyűjteménye volt. A székház kigyulladása és a tűz eloltása után a Fortepan archívum önkéntes munkatársai az 1/3-nyi megmaradt, összeégett fényképeket igyekeztek menteni.

## Anyakönyvek
A fentieken túl nagy számú magyar kéziratos anyakönyv is megsemmisült az idők során. Ezekről: